# Neuer Wein in alten Schläuchen

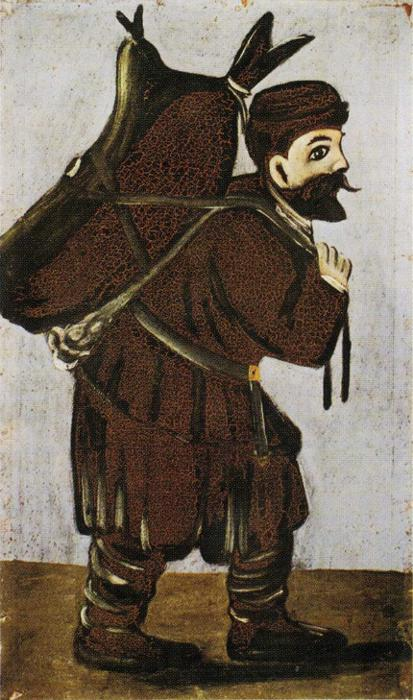
Träger mit Weinschlauch, Ölgemälde von Niko Pirosmani.

Das von Jesus von Nazaret erzählte Gleichnis Neuer Wein in alten Schläuchen wird in den Evangelien im Neuen Testament der Bibel durch das Evangelium nach Matthäus (Mt 9,14–17 ), das Evangelium nach Lukas (Lk 5,33–39 ) sowie das Evangelium nach Markus (Mk 2,21–22 ) überliefert. Eine Variante dieses Gleichnisses ist auch im nichtkanonischen Thomasevangelium in Logion 47 zu finden.

## Inhalt
Jesus wird gefragt, warum seine Jünger nicht wie die Pharisäer oder wie die Jünger von Johannes dem Täufer fasteten. Jesus antwortet, dass die Hochzeitsgäste auch nicht fasten könnten, solange der Bräutigam bei ihnen sei. Es würden aber Tage kommen, da der Bräutigam von ihnen genommen sein werde und sie dann fasten würden. Dem schließt sich ein Gleichnis an, dass auch niemand einen Lappen von einem neuen Kleid zum Flicken eines alten Kleides nehmen würde, da man sonst auch das neue Kleid zerreiße und der Lappen vom Neuen nicht zum Alten passe. Dem folgt als weiteres Gleichnis, dass niemand neuen Wein in alte Schläuche fülle. Denn sonst werde der neue, sprudelnde Wein die alten, brüchigen Weinschläuche zerreißen, er werde verschüttet und die Schläuche verderben. Daher solle neuer Wein in neue Schläuche gefüllt werden.

## Deutung
Eine vorherrschende Deutung sieht das Alte, symbolisiert durch die alten Weinschläuche beziehungsweise durch die Pharisäer und auch die Anhänger von Johannes dem Täufer, als das Judentum, während das Neue, symbolisiert durch den neuen Wein beziehungsweise die Jünger Jesu, das Christentum darstellt. Es wird hier also der Alte Bund dem Neuen Bund gegenübergestellt.

## Redewendung
Die deutsche Redewendung „alter Wein in neuen Schläuchen“ leitet sich von diesem Gleichnis ab und bedeutet, einen alten Inhalt in neuer Verpackung beziehungsweise eine alte Idee als neu zu präsentieren und existiert als Redewendung in einer Vielzahl von Abwandlungen.

### Beispiele
- In Anspielung an die Wendung nannte der Jazzmusiker Gil Evans ein Album New Bottle, Old Wine.

- Die Frankfurter Staatsanwaltschaft beschwerte sich im Zuge der Ermittlungen zur Sommermärchen-Affäre über die angeblich mangelhafte Transparenz der neuen DFB-Führung, die der Sportredakteur der Süddeutschen Zeitung, Thomas Kistner, im Deutschlandfunk mit folgenden Worten zusammenfasste: „Da wird alter Wein in neuen Schläuchen serviert“.[3]

- Die Stabsstelle Hochschulkommunikation der Universität Erfurt beschäftigte sich in einer öffentlichen Vorlesung unter der Frage „Alter Wein in neuen Schläuchen?“ mit dem Thema, ob die veränderte Mediennutzung der Jugendlichen in den vergangenen beiden Jahrzehnten etwas völlig Neues darstellt, oder ob darin lediglich altbekannte Unterhaltungsbedürfnisse befriedigt werden.[4]